# Maitosaari (ö i Kajanaland, Kajana, lat 64,53, long 28,02)
Maitosaari är en ö i Finland. Den ligger i sjön Iijärvi och i kommunen Paldamo i den ekonomiska regionen  Kajana ekonomiska region  och landskapet Kajanaland, i den centrala delen av landet, 500 km norr om huvudstaden Helsingfors. Öns area är 2 hektar och dess största längd är 280 meter i öst-västlig riktning.